# 2093
2093 — 2093 рік нашої ери, 93 рік 3 тисячоліття, 93 рік XXI століття, 3 рік 10-го десятиліття XXI століття, 4 рік 2090-х років.

## Очікувані події
- 23 липня 2093 року відбудеться сонячне затемнення.
- 12 січня відбудеться часткове затемнення Місяця.
- 8 липня відбудеться часткове затемнення Місяця.